# Aemilia castanea
Aemilia castanea là một loài bướm đêm thuộc phân họ Arctiinae, họ Erebidae.